# 31239 Michaeljames
31239 Michaeljames è un asteroide della fascia principale. Scoperto nel 1998, presenta un'orbita caratterizzata da un semiasse maggiore pari a 2,5938868 UA e da un'eccentricità di 0,1970707, inclinata di 12,01817° rispetto all'eclittica.